# Dobra częstotliwość
Dobra częstotliwość – album polskiego producenta muzycznego Praktika. Wydawnictwo ukazało się 24 października 2004 roku nakładem wytwórni muzycznej EmbargoNagrania w dystrybucji ITI Film Studio. Nagrania wyprodukował Praktik we współpracy z Korzeniem i Majkim. Gościnnie w nagraniach wzięli udział m.in. skrzypek jazzowy Michał Urbaniak oraz raperzy Pezet i Ero.
Nagrania dotarły do 49. miejsca zestawienia OLiS.

## Lista utworów
Opracowano na podstawie materiału źródłowego.
1. "Żółty telefon" (muzyka, miksowanie, produkcja: Praktik, miksowanie: Korzeń, Majki) - 2:12
2. "Biznes" (muzyka, miksowanie, produkcja: Praktik, gościnnie: Pezet, gramofony: DJ Romek, miksowanie: Korzeń, Majki) - 4:25
3. ""A" portret" (muzyka, miksowanie, produkcja: Praktik, gościnnie: Ten Typ Mes, gramofony: DJ Romek, miksowanie: Korzeń, Majki) - 4:35
4. "Jestem tu" (muzyka, miksowanie, produkcja: Praktik, Korzeń, pianino: Przemysław "Ramirez" Raminiak, gościnnie: Dizkret, Piotrek Packa, miksowanie: Majki) - 6:29
5. "Czy ty też...?" (muzyka, produkcja, miksowanie: Praktik, gościnnie: Ero, Foster, miksowanie: Korzeń, Majki) - 3:37
6. "Daleko dub" (melodia: Korzeń, muzyka, miksowanie, produkcja: Korzeń, Praktik, miksowanie: Majki) - 3:03
7. "Mamy tu co robić" (muzyka, miksowanie, produkcja: Korzeń, Majki, Praktik, gościnnie: Lilu) - 3:58
8. "Dobra częstotliwość" (gitara, syntezator, miksowanie, muzyka, produkcja: Praktik, skrzypce: Michał Urbaniak, miksowanie: Korzeń, Majki) - 4:22
9. "Kilka lat później" (aranżacja: Praktik, Majki, muzyka, produkcja: Praktik, gościnnie: Pezet, Ten Typ Mes, miksowanie: Korzeń, Majki, Praktik) - 4:14
10. "Freddie...Tribute To Freddie Hubbard" (muzyka: Struś, Praktik, Majki, Korzeń, produkcja, miksowanie: Korzeń, Majki, Praktik) - 5:05